# Karl Nikitsch
Karl Nikitsch, avstro-ogrski častnik, vojaški pilot in letalski as, * 17. januar 1885, Gross-Czakowitz, Češkoslovaška, † 7. september 1927 (KIFA).
Stotnik Nikitsch je v svoji vojaški službi dosegel 6 zračnih zmag.

## Življenjepis
Med prvo svetovno vojno je bil pripadnik Flik 39.

## Odlikovanja
- red železne krone 3. razreda
- bronasta vojaška zaslužna medalja
- železni križec II. razreda in I. razreda